# 埃森大教堂
埃森大教堂（德語：Essener Münster）是天主教埃森教区的主教座堂，供奉聖葛斯默、聖達彌盎和圣母，位于德国埃森的市中心的城堡广场。
该堂原属埃森修道院，创建于845年，埃森城市就围绕它发展起来。哥特式砂岩教堂建于1275年之后，二战中被毁，战后重建。西部连接圣若翰洗者堂。
埃森主教座堂拥有著名的黄金圣母，为阿尔卑斯山以北最古老的圣母雕像。

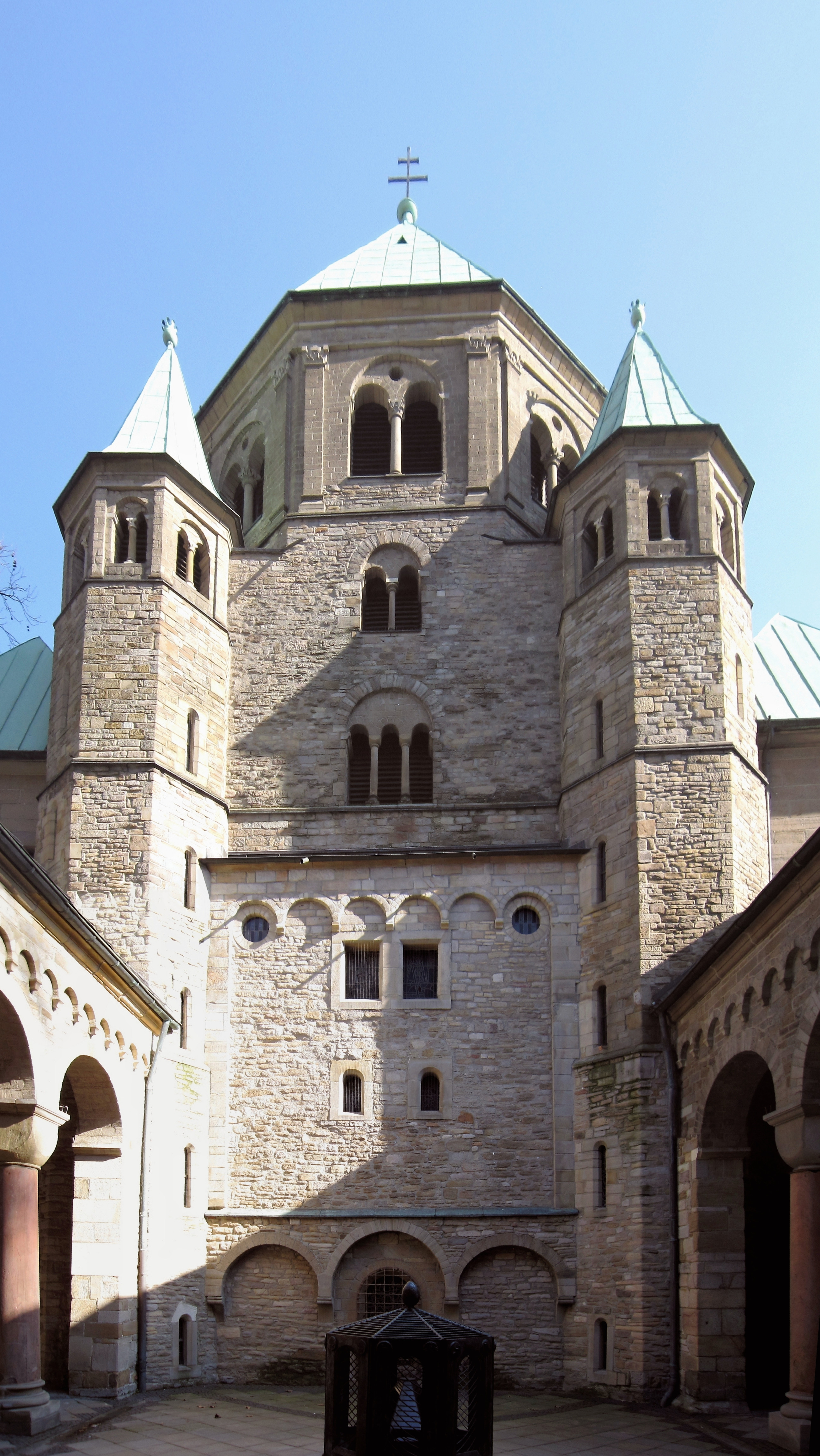
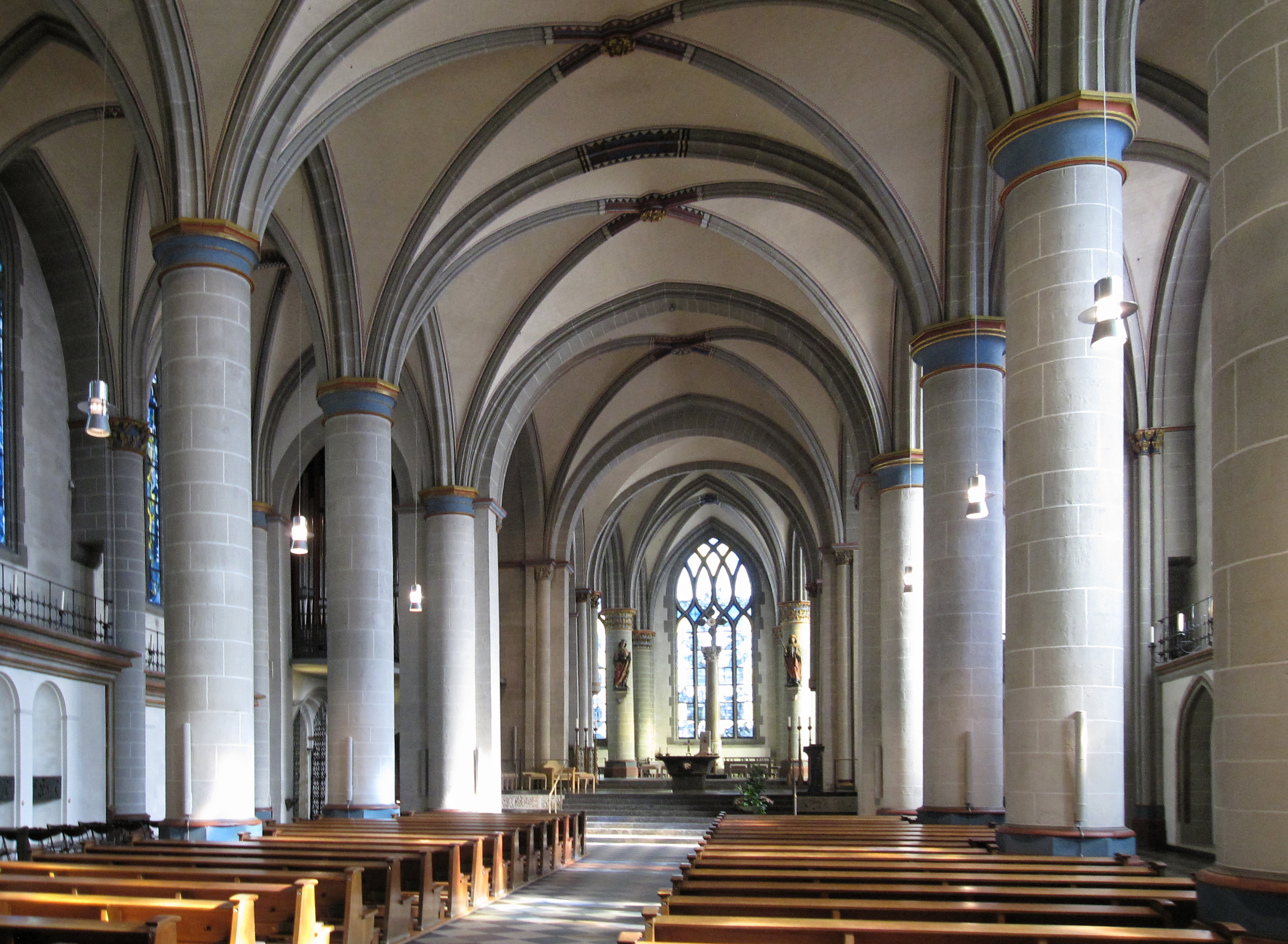
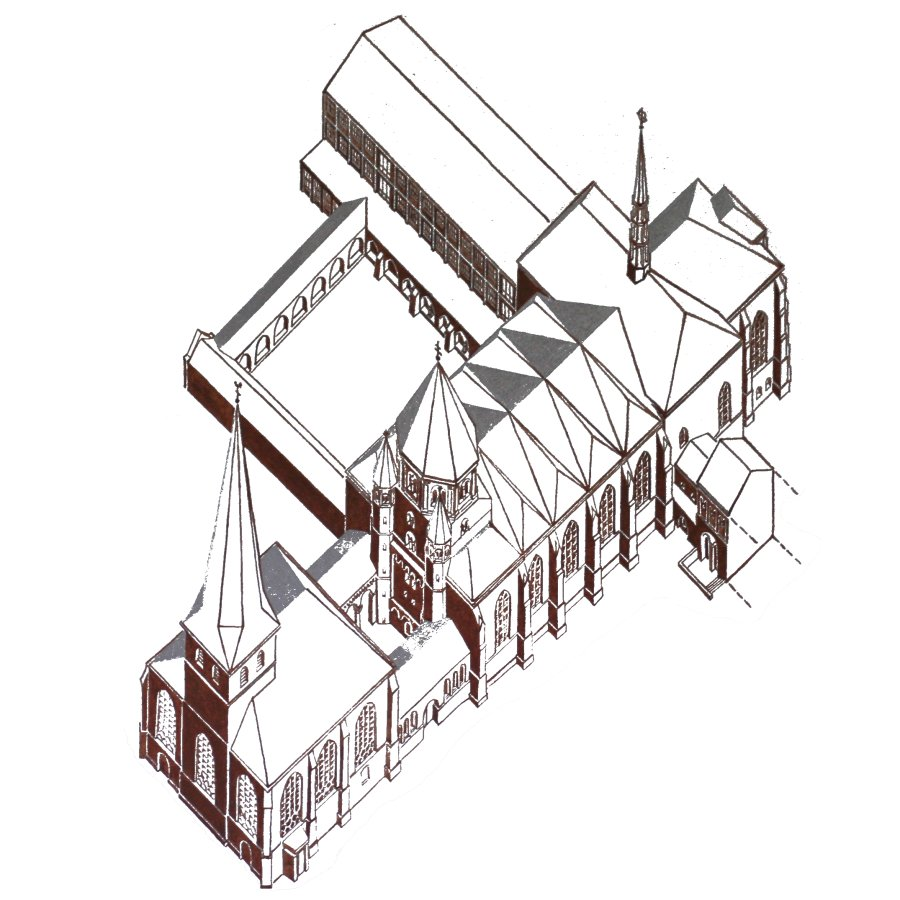
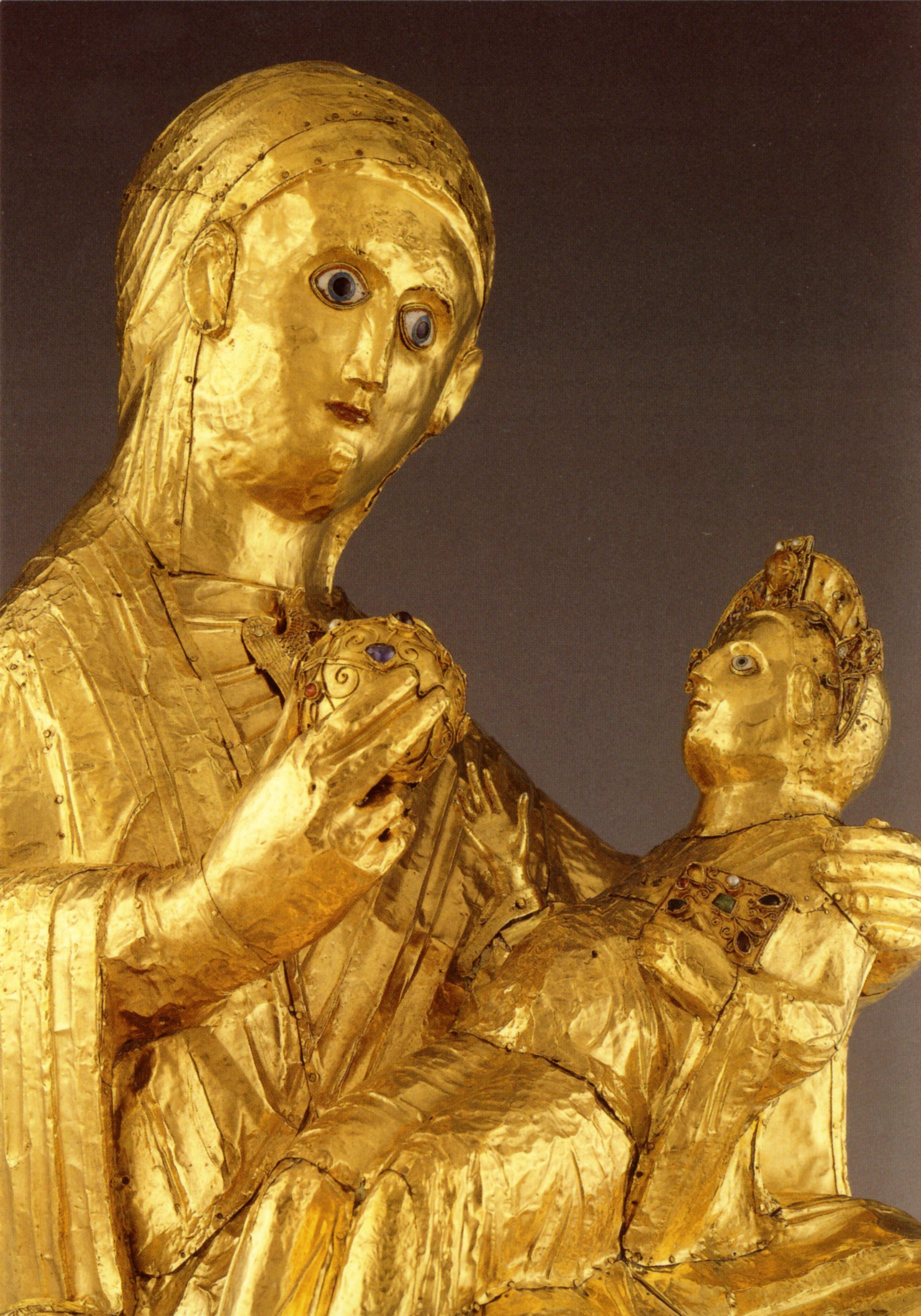
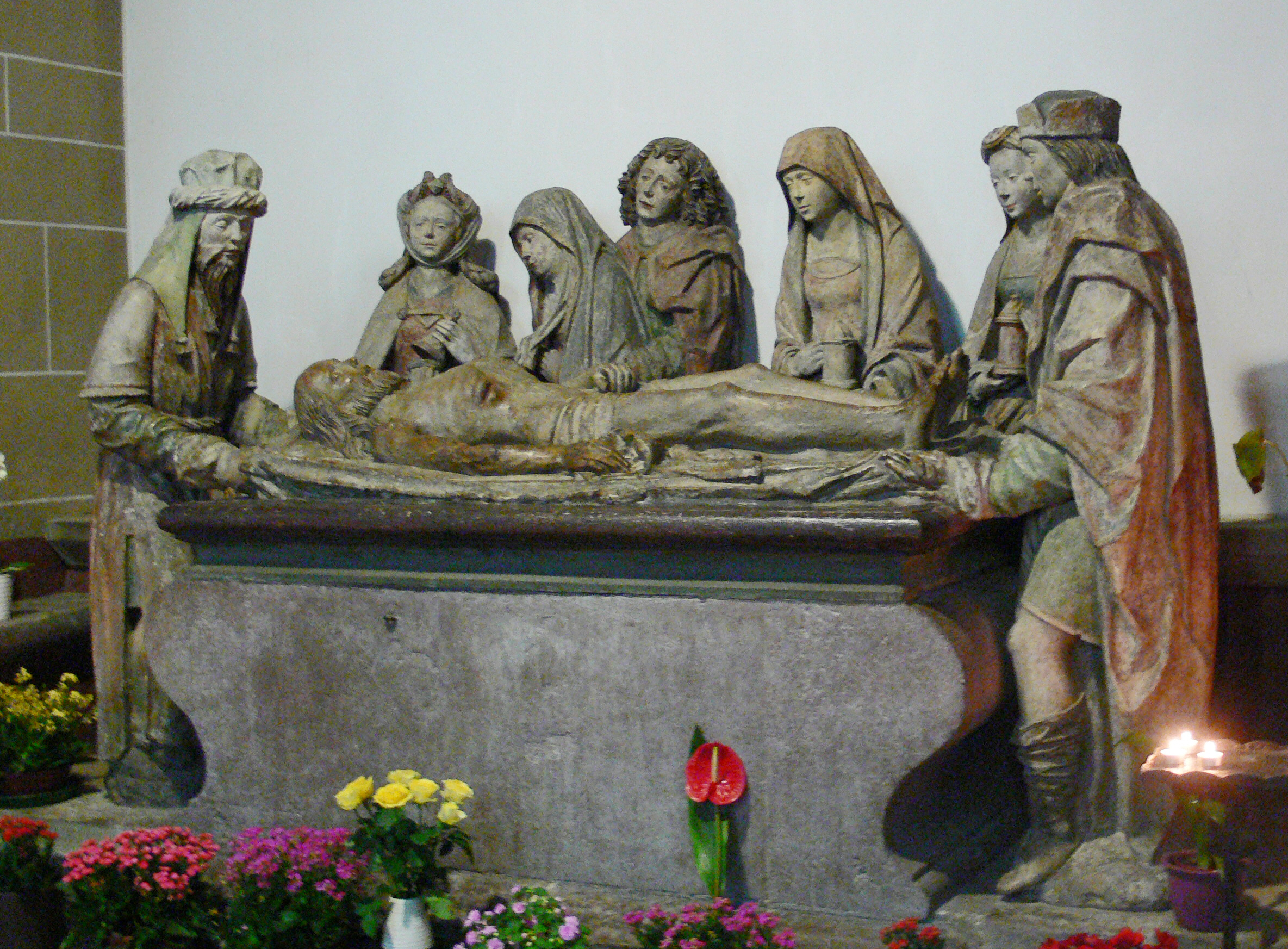
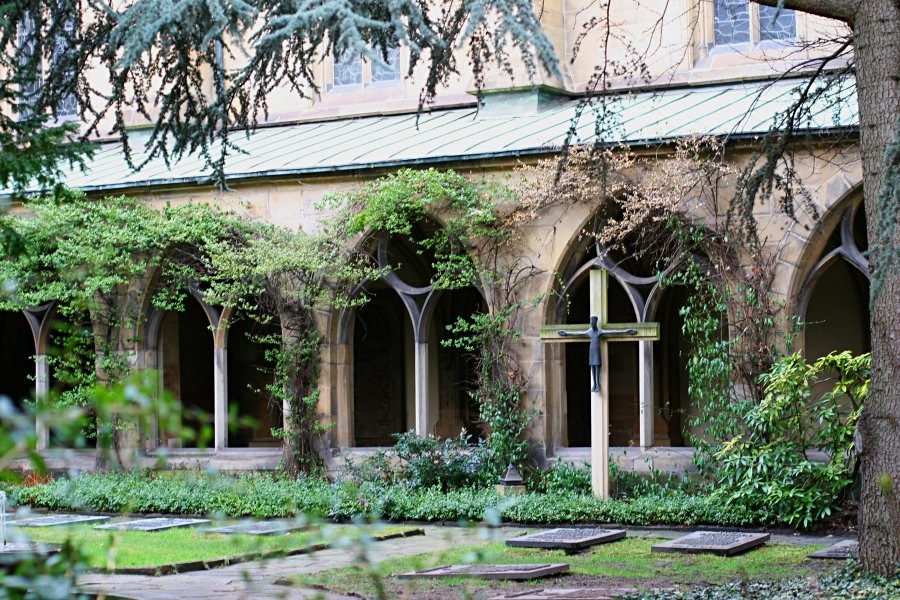